# Zack Snyder
Zachary Edward "Zack" Snyder (sinh ngày 1 tháng 3 năm 1966), là đạo diễn, nhà sản xuất phim và biên kịch người Mỹ. Ông là người đã biên kịch cho các phim hành động và khoa học viễn tưởng nổi tiếng.
Năm 2004, sau khi thực hiện bộ phim đầu tay Dawn of the Dead dựa theo tác phẩm cùng tên năm 1978, ông tiếp tục tạo được dấu ấn qua bộ phim sử thi mang tên 300 năm 2007, phim kể về sự dũng cảm của các chiến binh Spartan. Do sự xuất sắc trong việc chuyển thể các tác phẩm điện ảnh có chất lượng nghệ thuật cao theo phong cách độc đáo, sống động nên đạo diễn Zack Snyder được xem là bậc thầy của ngành phim ảnh chuyển thể và là một trong những biểu tượng lớn của người hâm mộ thế giới truyện tranh DC Comics qua hai tác phẩm Watchmen năm 2009 và Man of Steel năm 2013.

## Sự nghiệp điện ảnh
| Năm làm | Phim                                          | Đạo diễn | Nhà sản xuất | Biên kịch | Rotten Tomatoes | Metacritic |
| Năm làm | Phim                                          | Đạo diễn | Nhà sản xuất | Biên kịch | Tổng điểm       | Tổng điểm  |
| ------- | --------------------------------------------- | -------- | ------------ | --------- | --------------- | ---------- |
| 2004    | Dawn of the Dead                              | Có       |              |           | 75%             | 58/100     |
| 2007    | 300                                           | Có       | Có           | Có        | 60%             | 51/100     |
| 2009    | Watchmen                                      | Có       |              |           | 64%             | 56/100     |
| 2010    | Legend of the Guardians: The Owls of Ga'Hoole | Có       |              |           | 50%             | 53/100     |
| 2011    | Sucker Punch                                  | Có       | Có           | Có        | 23%             | 33/100     |
| 2013    | Man of Steel                                  | Có       |              |           | 56%             | 55/100     |
| 2014    | 300: Rise of an Empire                        |          | Có           | Có        | 45%             | 48/100     |
| 2015    | Batman v Superman: Dawn of Justice            | Có       |              | Có        | 29%             | 44/100     |
| 2017    | Justice League                                |          |              |           |                 |            |
| 2021    | Army of the Dead                              | Có       | Có           | Có        | 69%             | 57/100     |
| 2021    | Army of Thieves                               |          | Có           |           | 68%             | 49/100     |